# Longford (Telford and Wrekin)
Longford – wieś w Anglii, w hrabstwie ceremonialnym Shropshire, w dystrykcie (unitary authority) Telford and Wrekin, blisko miasta Newport. Leży 24 km na wschód od miasta Shrewsbury i 209 km na północny zachód od Londynu. W 1961 roku civil parish liczyła 102 mieszkańców.